# برخورد پرنده با پنجره

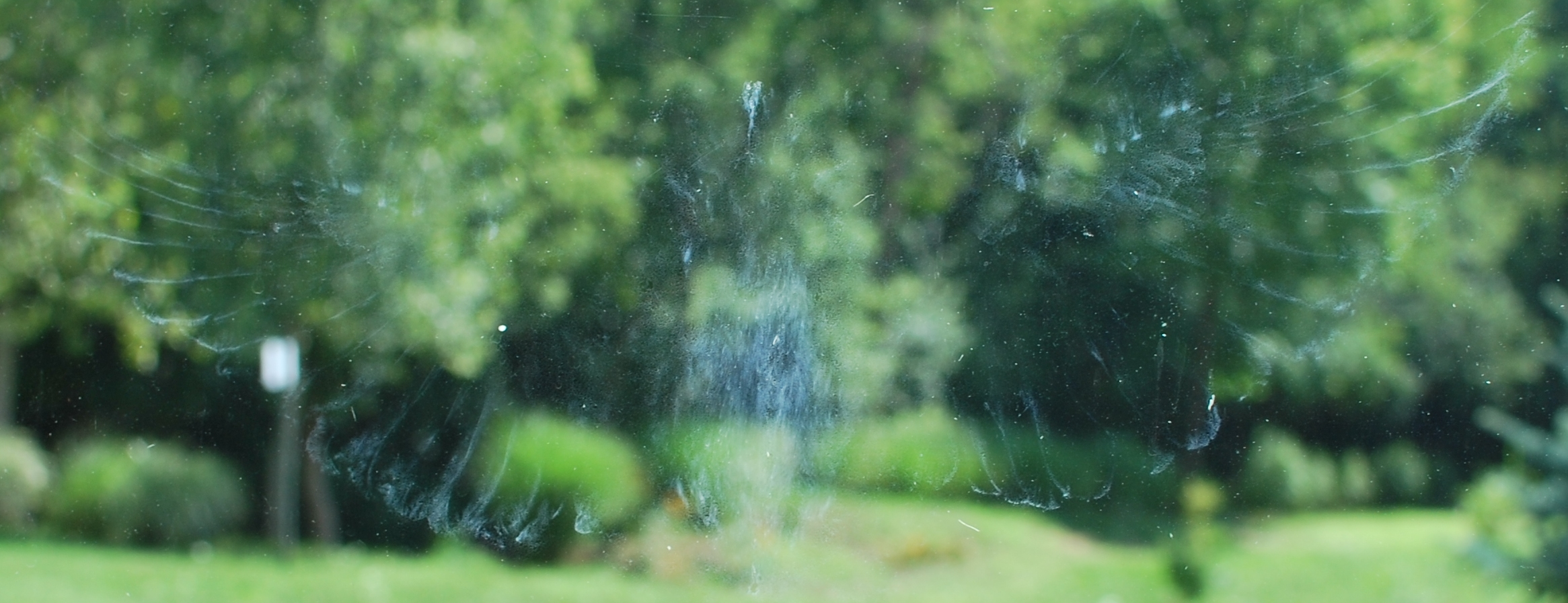
اثری از جایی که پرنده به پنجره برخورد کرده است

برخورد پرنده با پنجره (همچنین به عنوان برخورد پرنده پس از واژهٔ هوانوردی یا به عنوان برخورد به پنجره شناخته می‌شود) یک مشکل در مناطق کم و پُرتراکم در سراسر جهان است. پرندگان به شیشه برخورد می‌کنند زیرا شیشه بازتابنده یا شفاف اغلب برای آنها نامرئی است. برآورد می‌شود که سالانه بین ۱۰۰ میلیون تا ۱ میلیارد پرنده در اثر برخورد در ایالات متحده کشته می‌شوند، و برآورد می‌شود که سالانه ۱۶ تا ۴۲ میلیون پرنده نیز در کانادا کشته می‌شوند.

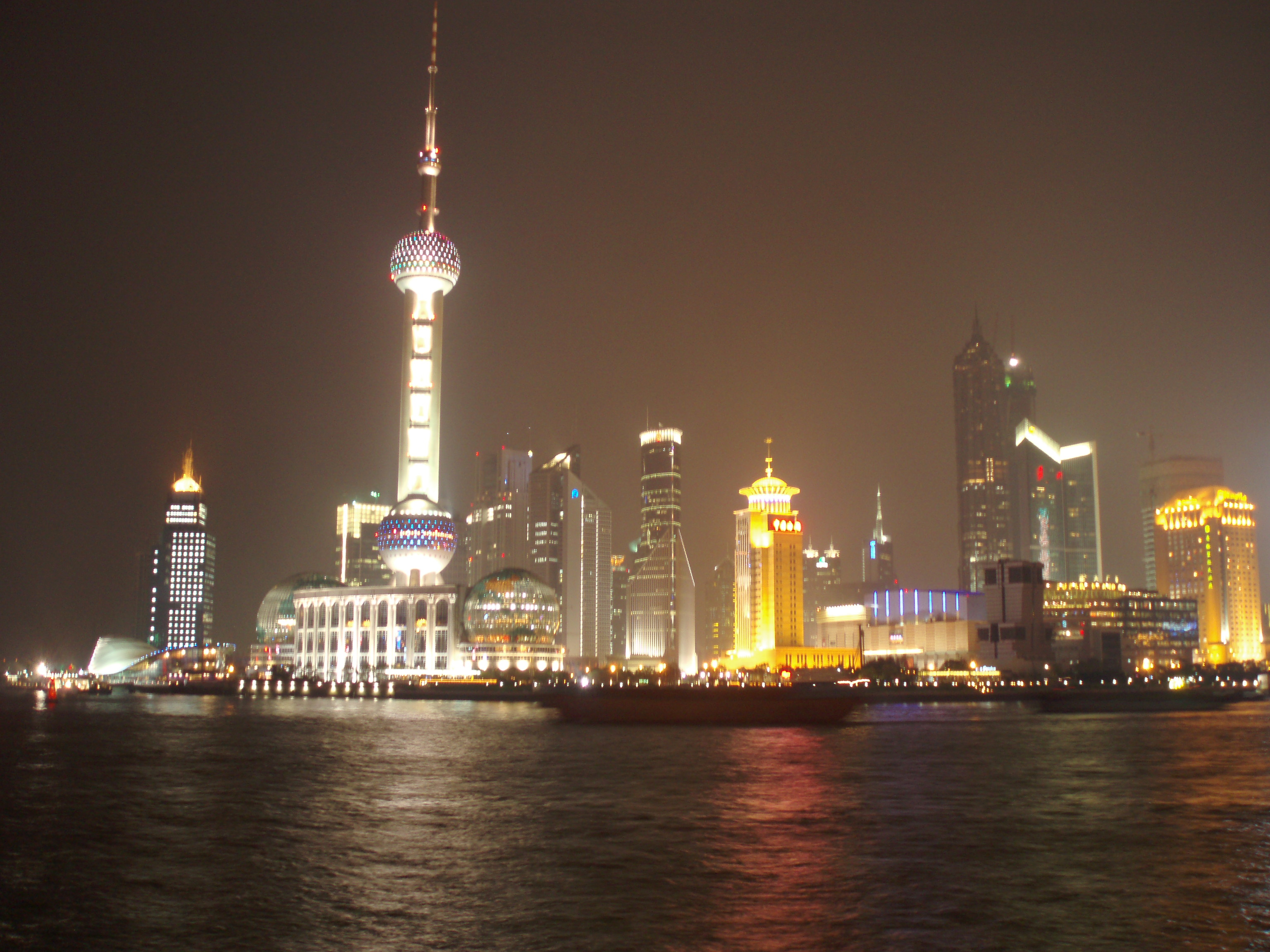
مه ایجادشده توسط آلودگی نوری در یک مرکز شهری

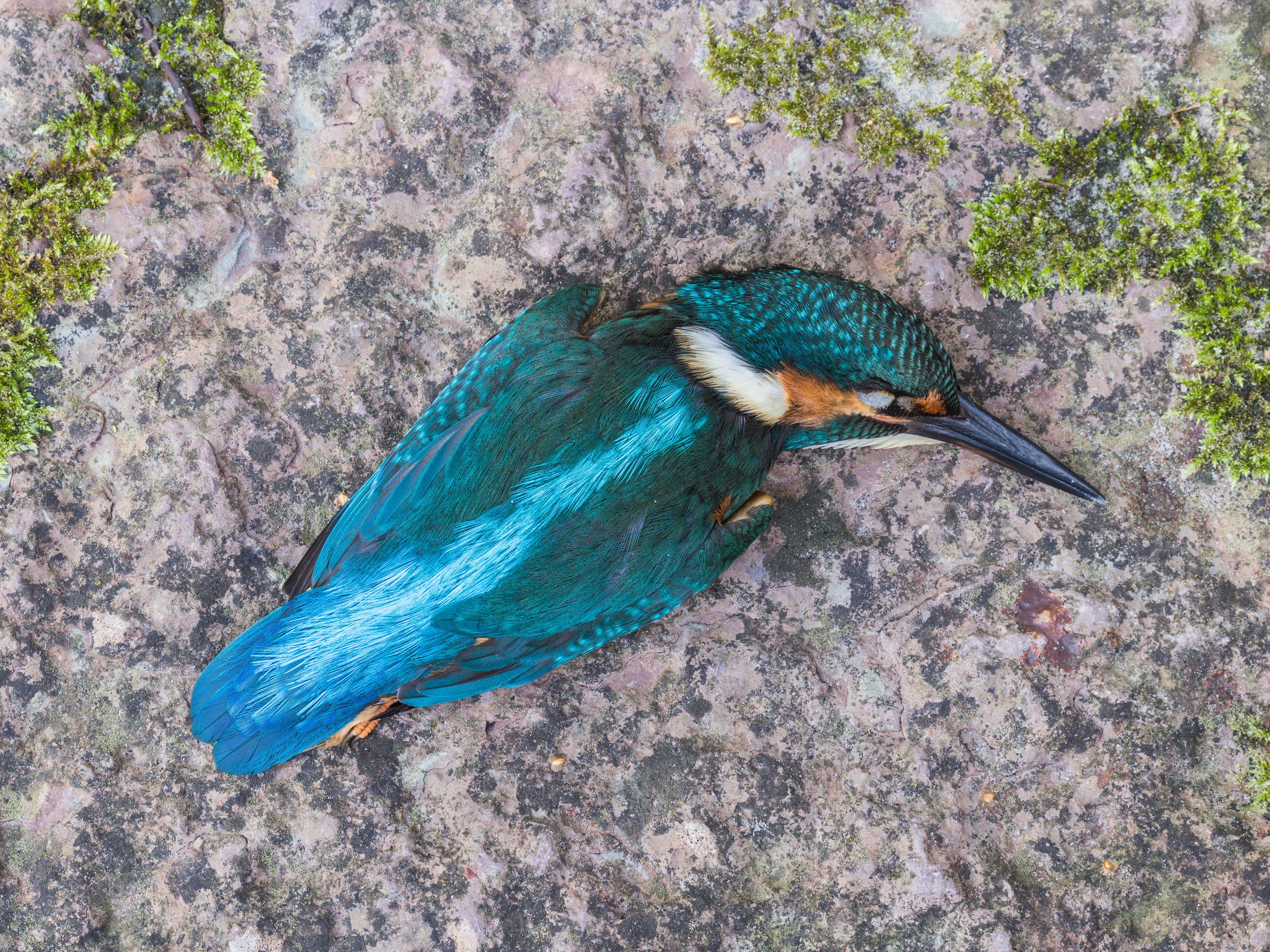
یک ماهی‌خورک معمولی (Alcedo atthis) که پس از پرواز درون پنجره، جان خود را از دست داد.

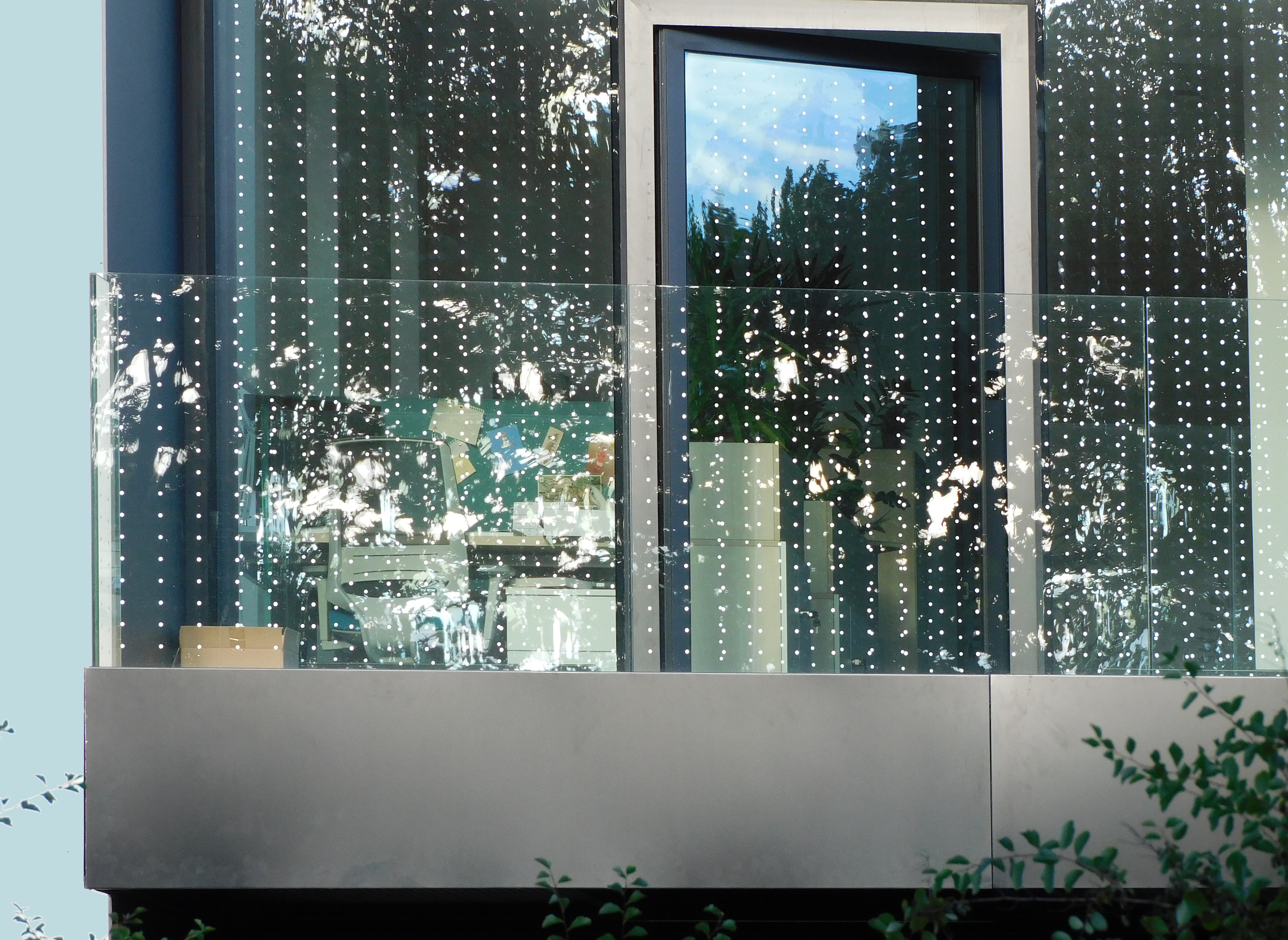
پنجره‌های دارای الگوی شبکه نقطه ای برای جلوگیری از برخورد پرندگان هستند.